# Consulente finanziario
Il consulente finanziario (in inglese, Financial Advisor) è un professionista esperto di finanza e dei connessi aspetti giuridici e fiscali, con particolare riferimento alla materia dei servizi d’investimento e alle operazioni di gestione capitali di aziende, istituzioni o privati (Asset Management).
La consulenza finanziaria è un’attività basata sulla valutazione delle esigenze del cliente e sulla capacità di assisterlo professionalmente nella gestione del patrimonio così come nell'elaborazione di strategie d'investimento coerenti con gli obiettivi predeterminati, nel rispetto dei vincoli di rischio, costi e appropriatezza e/o adeguatezza (Mifid II). Attraverso un rapporto diretto e personalizzato con persone e imprese, il consulente suggerisce soluzioni finanziarie, assicurative e bancarie, in modo indipendente attraverso i consulenti finanziari autonomi, le SCF Società di consulenza finanziaria (artt. 18 bis e ter, Tuf) o in collaborazione professionale con istituti finanziari e banche d'investimento, banche d'affari, società di intermediazione mobiliare (SIM) o società di gestione del risparmio (SGR).

## Regolamentazione della professione
La disciplina della professione di consulente finanziario è contenuta in una serie di leggi e altri atti emanati soprattutto dalla Commissione Nazionale per le Società e la Borsa (CONSOB), dalla Banca d'Italia e dal Ministero dell'Economia e delle Finanze. La particolare delicatezza e la grande rilevanza che ha presso i cittadini e nell'ambito del mercato comune la materia finanziaria, fa sì che essa risenta molto della regolamentazione in sede comunitaria. Tra le principali norme che hanno diretto impatto sull'esercizio della professione e in generale in ambito di consulenza in materia di investimenti, possono riportarsi le seguenti:
- D.lgs. n. 58 del 24 febbraio 1998, Testo Unico della Finanza
- D.lgs. n. 385 del 1º settembre 1993, Testo Unico Bancario
- D.lgs. n. 415 del 23 luglio 1996, Decreto Eurosim
- Direttiva dell'Unione europea 2004/39/CE, c.d. MiFID II
- Decreto n. 472 dell'11 novembre 1998 del Ministero del Tesoro
- Delibera Consob n. 11745 del 9 dicembre 1998, Modifiche al Regolamento concernente la disciplina degli intermediari
- Delibera Consob n. 16190 del 29 ottobre 2007, Regolamento recante norme di attuazione del decreto legislativo 24 febbraio 1998, n. 58 in materia di intermediari
- Delibera Consob n. 16737 del 18 dicembre 2008, inizio di operatività dell'Organismo di cui all'art. 31, comma 4, del decreto legislativo 24 febbraio 1998, n. 58, ed entrata in vigore delle disposizioni contenute nel Libro VIII, parti II e III, del regolamento adottato con delibera n. 16190 del 29 ottobre 2007

Ai fini dell'esercizio della professione in Italia è necessario il possesso di adeguati requisiti di onorabilità e professionalità nonché l'iscrizione all'Albo unico dei consulenti finanziari tenuto dall'organismo nominato con decreto del Ministero dell'Economia e delle Finanza, sentiti la CONSOB e la Banca d'Italia, previo superamento di un esame di abilitazione concernente materie giuridiche, economiche e finanziarie. L'iscrizione all'Albo dei Consulenti Finanziari certifica, oltre le comprovate competenze, anche la costante formazione annuale. Gran parte dei consulenti finanziari hanno una formazione universitaria in Giurisprudenza, Economia, Finanza o Matematica a indirizzo finanziario, spesso completata da Master in Asset Management o Master in Business Administration. Possono ottenere di diritto l'iscrizione all'Albo coloro che risultino essere in possesso, oltre che dei predetti requisiti di onorabilità e professionalità, anche di una particolare pluriennale esperienza professionale in qualità di:
- agenti di cambio, iscritti al ruolo unico nazionale o al ruolo speciale tenuti dal Ministero del Tesoro;
- negoziatori abilitati (art. 7, comma 2, Legge 1/1991);
- dirigenti e responsabili di unità operativa di banca o di impresa d'investimento nonché preposti per almeno un triennio ai servizi di investimento previsti dall'art. 1, comma 5, del decreto legge 58/1998;
- funzionari di banca addetti alla commercializzazione di prodotti finanziari della banca, con esperienza pari ad almeno un triennio;
- responsabili del controllo interno.

## Storia della professione
In Italia la professione del consulente finanziario è di recente introduzione, pur ricollegandosi storicamente e idealmente all'antica figura degli agenti di cambio introdotti in Italia da Napoleone I nel 1808 con la fondazione della Borsa di Milano, capitale del Regno d'Italia napoleonico. 
Gli agenti di cambio erano una categoria particolare di mediatori iscritti ad un albo presso la Camera di Commercio. Essi, da un lato avevano l'esclusiva dell'intermediazione in titoli (rappresentata fisicamente dal diritto di accesso alla corbeille) e dall'altro avevano il divieto di esercitare l'attività di mediatori in altri campi e soprattutto di esercitare l'attività bancaria o di cambiavalute, nonché di essere procuratori di Banche o Società per Azioni. In Italia la norma che organizzò in modo uniforme tutte le borse del Regno e quindi il ruolo degli Agenti di Cambio fu la legge 272 del 1913.
Con il successivo Regio Decreto Legge 222 del 1925 gli Agenti di Cambio ottennero la qualità di pubblici ufficiali, in quanto redigevano ed autenticavano i fissati bollati, ovvero gli atti pubblici di trasferimento delle azioni ed obbligazioni. Venne ribadito il divieto di esercitare in proprio (ovvero quali soci illimitatamente responsabili, amministratori, procuratori od impiegati) l'attività commerciale, industriale o creditizia.
Con la legge 402 del 1967 furono istituiti gli Ordini degli Agenti di Cambio, sicché questi ultimi ottennero anche la qualità di professionisti. L'accesso alla professione era a numero chiuso, esistevano 130 agenti di cambio, suddivisi nelle dieci borse italiane. Accanto ad essi vi erano i Procuratori di Borsa, che esercitavano la stessa attività, ma sotto la sorveglianza e la garanzia di un Agente di Cambio. I procuratori erano iscritti in un diverso albo, anch'esso tenuto dall'Ordine degli Agenti di Cambio e Procuratori di Borsa.
Anche dopo la qualificazione degli Agenti di Cambio come "professionisti" oltre che "pubblici ufficiali", la giurisprudenza confermò l'assoggettabilità degli stessi al fallimento, già prevista dalla legge fallimentare, benché la stessa legge escluda tuttora dal fallimento i professionisti.
La legge 1 del 1991, che attribuì l'intermediazione mobiliare alle neonate società di intermediazione mobiliare, decretò la fine (sia pure differita) di questa antica categoria professionale. Stabilì, infatti, che non fossero più banditi nuovi concorsi per agenti di cambio, ma che gli agenti in attività avrebbero potuto continuare ad esercitare la professione fino al pensionamento. Furono così creati due ruoli: quello "unico" degli agenti in proprio e quello "speciale" degli agenti che esercitano per conto di una SIM, di una SGR o di una banca. Di fatto la crisi borsistica del 1992 portò al fallimento di molti agenti e procuratori, mentre altri trasformarono la propria attività in SIM o in banca. Allo stesso tempo, la legge creava la nuova figura del promotore finanziario, quale unico professionista persona fisica abilitato all’attività di promozione di prodotti finanziari e all'erogazione di servizi di investimento all'esterno in collegamento con una Banca, una SIM o una SGR. Nel 2016 i consulenti finanziari abilitati all'offerta fuori sede per conto di un intermediario finanziario, i consulenti finanziari indipendenti e le società di consulenza finanziaria, sono confluiti tutti nell'Albo unico dei consulenti finanziari.
il 15 novembre 2018 la CONSOB con la delibera n.20704, definisce l'avvio definitivo dell'operatività dei consulenti finanziari autonomi (indipendenti) e delle SCF società di consulenza finanziaria a partire dal 1 dicembre 2018. Entrambi i soggetti devono avere rigidi requisiti patrimoniali e di indipendenza da qualsivoglia intermediario finanziario. Viene definitivamente creata l'apposita sezione dei consulenti indipendenti presso OCF l'organismo di stato dei consulenti finanziari dove è possibile verificare l'iscrizione e il possesso dei requisiti dei soggetti abilitati.
Nel 2018 nessun Agente di cambio risulta più iscritto al ruolo "unico" e diciassette nel ruolo "speciale". La maggior parte svolgono oggi la professione di consulenti finanziari.

## Evoluzione della professione e tendenze future
La professione del consulente finanziario ha subito un’evoluzione significativa negli ultimi decenni, passando da un modello prevalentemente orientato alla vendita di prodotti finanziari a un approccio più incentrato sulla pianificazione finanziaria e sulla consulenza indipendente.

### Sostenibilità e investimenti ESG
L’attenzione verso i fattori ambientali, sociali e di governance (ESG – Environmental, Social and Governance) è un ulteriore elemento che sta trasformando il ruolo del consulente finanziario. L’Unione Europea ha introdotto regolamentazioni specifiche per promuovere gli investimenti sostenibili, come il Regolamento sulla Tassonomia e il Regolamento sull’Informativa di Sostenibilità nel Settore dei Servizi Finanziari (Sustainable Finance Disclosure Regulation - SFDR).